# 0xF00FC7C8

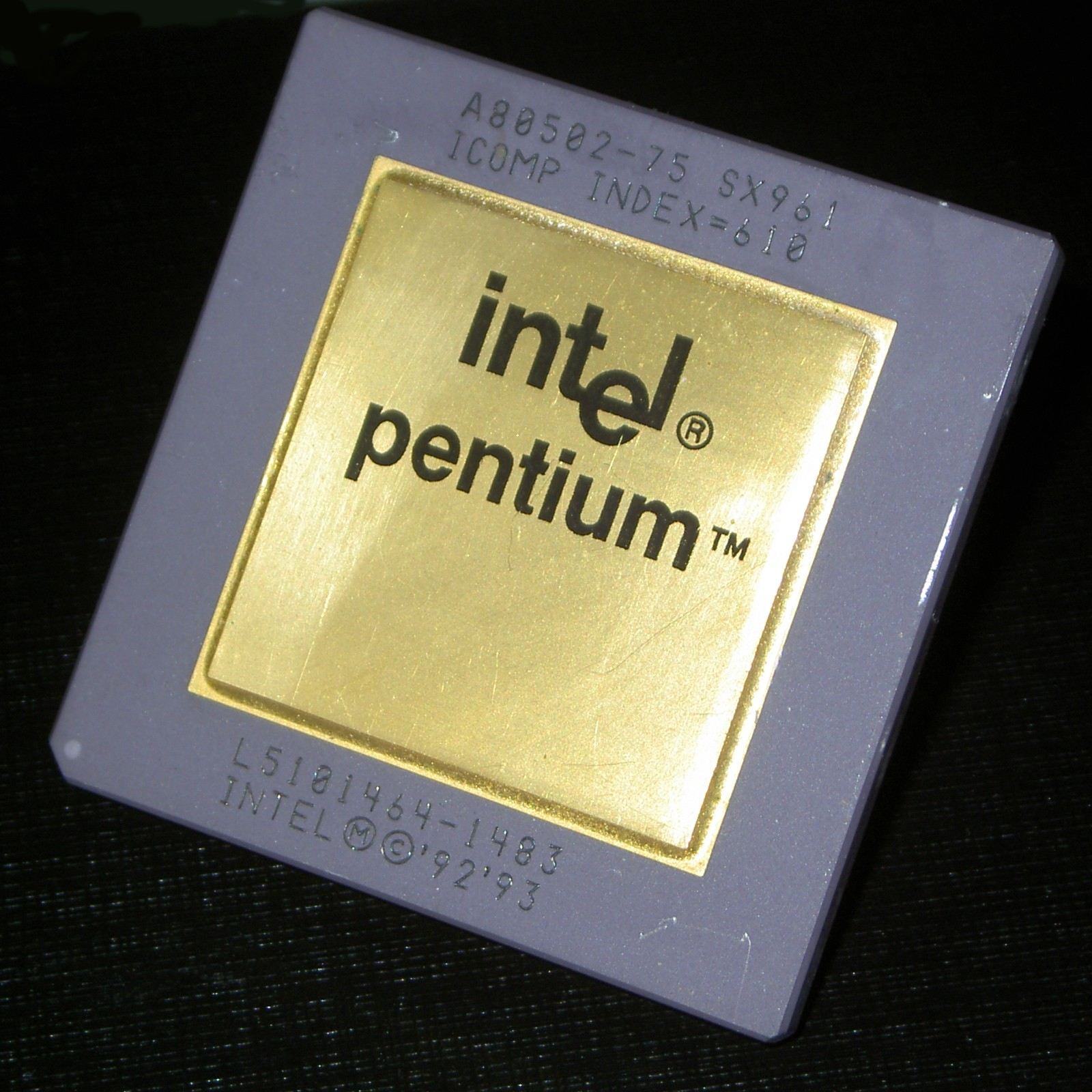
Процесор Intel Pentium з цим багом

0xF00FC7C8  — послідовність байтів, що формувала команду lock cmpxchg8b eax процесорів сімейства x86. У процесорах Pentium MMX та Pentium OverDrive, внаслідок апаратного недоопрацювання, команда, будучи виконаною на будь-якому рівні привілеїв, призводила до «мертвого» зависання процесорів, що негативно позначалося на надійності системи в цілому.

## Розв'язання проблеми
- Для ядра Linux, спільно з Intel був розроблений патч, що усував цю помилку.
- Компанія Microsoft також випустила патчі для своїх операційних систем сімейства Windows[1].
- Для операційної системи OS/2 патч був випущений фірмою IBM у вигляді спеціального базового драйвера CMPXCHG8.SYS, виклик якого можна було прописати у файл конфігурації системи config.sys.
- Починаючи з процесора Pentium Pro помилка була виправлена на апаратному рівні.
- Компанія Intel проводила безкоштовну заміну дефектних процесорів.